# The Notorious Landlady
The Notorious Landlady (prt: A Notável Senhoria; bra: Aconteceu num Apartamento) é um filme estadunidense de 1962, do gênero comédia policial, dirigido por Richard Quine, com roteiro de Blake Edwards e Larry Gelbart baseado no conto "The Notorious Tenant", de Margery Sharp, publicado em 1956 na revista Collier.

## Elenco
- Kim Novak .... Carlyle 'Carly' Hardwicke
- Jack Lemmon ....  William 'Bill' Gridley
- Fred Astaire .... Franklyn Ambruster
- Lionel Jeffries .... inspetor Oliphant
- Estelle Winwood .... mme. Dunhill
- Maxwell Reed .... Miles Hardwicke
- Philippa Bevans .... mme. Agatha Brown
- Doris Lloyd .... lady Fallott
- Henry Daniell .... estranho
- Ronald Long .... coronel
- Richard Peel .... sgt. Dillings
- Dick Crockett .... det. Carstairs
- Ottola Nesmith .... florista
- Bess Flowers .... mulher no tribunal
- Scott Davey .... Henry
- Ross Brown .... menino
- Mary O'Brady .... mme. Oliphant